# Kazaklambia
Kazaklambia é um gênero fóssil de dinossauro da família Hadrosauridae. Há uma única espécie descrita para o gênero Kazaklambia convincens. Seus restos fósseis foram encontrados em Dabrazinskaya Svita, Cazaquistão.
A espécie foi descrita em 1968 por Anatoly Konstantinovich Rozhdestvensky como Procheneosaurus convincens. Em 1975 foi recombinada para Corythosaurus convincens. Em 2013 um novo gênero foi criado para a espécie.